# Stora Finntjärnen
Stora Finntjärnen är en sjö i Älvsbyns kommun i Norrbotten och ingår i Piteälvens huvudavrinningsområde. Stora Finntjärnen ligger i Piteälven Natura 2000-område.